# Joaquín Turina
Pour les articles homonymes, voir Turina.
Joaquín Turina, né le 9 décembre 1882 à Séville et mort le 14 janvier 1949 à Madrid, est un pianiste et compositeur de musique classique espagnol.

## Biographie
Joaquín Turina Pérez naît le 9 décembre 1882 à Séville. Il commence ses études dans sa ville natale, auprès de García Torres et Enríquez Rodríguez, puis à Madrid avec José Tragó. De 1905 à 1914, il réside à Paris, où il suit des cours de composition auprès de Vincent d'Indy, à la Schola Cantorum. Il étudie également le piano sous la direction de Moritz Moszkowski. Comme son compatriote et ami Manuel de Falla, il fait également la connaissance des compositeurs « impressionnistes » Claude Debussy, Paul Dukas et Maurice Ravel.
En 1914, il rentre à Madrid en même temps que de Falla, et se consacre alors à une triple activité de compositeur, professeur de musique et critique musical. Il est également chef d'orchestre, et accompagne notamment les Ballets russes de Diaghilev. À partir de 1931, il est professeur de composition au Conservatoire royal de Madrid. En 1935, il est élu à l'Académie royale des beaux-arts de San Fernando.
Joaquín Turina meurt le 14 janvier 1949 à Madrid. Le conservatoire madrilène est rebaptisé en son honneur Conservatorio Profesional de Música Joaquín Turina.

## Œuvres
Parmi ses œuvres, on peut citer les opéras Margot (1914) et Jardín de Oriente (1923), diverses œuvres pour orchestre, dont La Procesión del Rocío (1913), Sinfonía Sevillana (1920), Ritmos (1928), les Danzas fantásticas (1920, versions pour piano seul et pour orchestre), La Oración del Torero (initialement écrite pour un quatuor de luths, et ensuite remaniée pour un quatuor à cordes puis pour un orchestre de cordes), diverses pièces de musique de chambre, compositions pour piano, pour guitare ainsi que des chansons. La plus grande partie de son œuvre dénote d'indiscutables influences de la musique andalouse traditionnelle. Il est également l'auteur d'un Traité de composition et d'une Encyclopédie abrégée de la musique (1917, Enciclopedia abreviada de música).

### Œuvres théâtrales
- La Sulamita, opéra (v. 1900)
- Fea y con gracia, zarzuela (1904)
- La Copla (1904)
- Margot, op. 11, comédie lyrique créée le 10 octobre 1914 à Madrid
- La adúltera penitente, op. 18, musique de scène, (1917)
- Jardín de Oriente, op. 25, opéra créé le 6 mars 1923 à Madrid
- La anunciación, op. 27 comédie (1924)

### Musique orchestrale
- La procesión del Rocío, op. 9, créé le 30 mars 1913 à Madrid
- Danzas fantásticas, op. 22 (1919)
- Sinfonía Sevillana, op. 23 (1920)
- Canto a Sevilla, op. 37 (1925)
- Rapsodia sinfónica, op. 66 (1934)
- Sinfonía del Mar, inachevée

### Musique de chambre
- Quinteto en sol mineur, op.1 (1901), créé à Paris le 6 mai 1907 par Joaquín Turina (piano), Armand Parent (1er violon), Loiseau (2e violon), Maurice Vieux (alto) et Fournier (violoncelle).
1. Fuga lenta - 2. Animé - 3. Andante - Scherzo - 4. Final.
- Cuarteto no 1 en ré mineur, op.4 (1911), créé salle Pleyel le 11 mars 1911 par Firmin Touche (1er violon), Dorson (2e violon), Maurice Vieux (alto) et Marneff (violoncelle).
1. Preludio - 2. Allegro moderato - 3. Zortzico - 4. Andante cuasi lento - 5. Final (allegro moderato)
- Poema de una saluqueña, op. 28, pour violon et piano (1924), créé à Sanlúcar de Barrameda le 20 juillet 1924 par Manuel Romero (violon) et Joaquín Turina
1. Ante el espejo - 2. La canción del lunar - 3. Alucináciones - 4. El rosario en la iglesia
- Oración del torero, op. 34, pour quatuor de luths (1925). Des transcriptions ont été faites pour quatuor à cordes, quintette à cordes, orchestre à cordes, etc.
- Trio no 1 en ré mineur, pour piano, violon, violoncelle, op. 35 (1926, créé à Londres le 5 juillet 1927 par Joaquín Turina (piano), Enid Balby (violon) et Lily Phillips (violoncelle)
1. Preludio y fuga - 2. Tema y variaciones - 3. Sonata (final)
- Sonata para violín y piano no 1,  op. 51 (1929), créée à Lyon le 15 mai 1930 par J. Zuccone (violon) et Fernand Lavandrier (piano)
1. Lento - Allegro molto - 2. Aria - Lento - 3. Rondo - Allegretto
- Sonata para violin n° 2, Op.82 "Sonata Española"
  - 1. Lento 2. Vivo 3. Adagio - Allegro moderato
- Sonata espanola 
  - 1. Allegro moderato 2. Andante 3. Très vif
- Sonate pour guitare, op. 61 (1931)
- Cuarteto no 2 en la mineur, op.67 (1932)
1. Lento - Andante mosso - 2. Vivo - 3. Allegretto
- Trio no 2 en si mineur, pour piano, violon, violoncelle, op. 76 (1933, créé à Groningue le 17 novembre 1933
1. Lento - Allegro molto moderato - 2. Molto vivace - 3. Lento - Andante mosso - Allegro vivo
- Serenata, pour quatuor à cordes, op.87, (1935), créé à Madrid le 20 novembre 1943
- Las Musas de Andalucía, pour chant, piano et quatuor à cordes  op. 93 (1942), créé à la Radio nationale espagnole le 28 décembre 1944
1. Clío: A las puertas de la Rábida (piano) - 2. Euterpe: En plena fiesta  (violon et piano) - 3. Talía: Naranjos y olivos  (quatuor à cordes) - 4. Polimnia: Nocturno (violoncelle et piano) - 5. Melpómene: Reflejos (chant et piano), poème de Josefina de Attard - 6. Erato: Trovos y saetas (chant et quatuor à cordes), poésie populaire - 7.  Urania: Farruca fugada  (piano) - 8. Terpsícore: Minué  (piano) - 9. Calíope: Himno (piano et quatuor à cordes)

### Musique pour piano
- Sevilla, op. 2 (1908), créée par le compositeur à Séville le 16 octobre 1908
1. Bajo los naranjos - 2. El Jueves Santo a medianoche (desfile de una cofradía por una callejuela) 3. La feria.
- Sonata romántica, sobre un tema español, op. 3 (1909), créée par le compositeur à Paris au Salon d'automne le 15 octobre 1909
1. Tema y variaciones - 2. Scherzo - 3. Final.
- Rincones sevillanos, op. 5 (1911), créée par le compositeur à Séville le 15 janvier 1915
1. Noche de verano en la azotea - 2. Ronda de niños - 3. Danza de seises en la Catedral - 4. ¡A los toros!
- Tres danzas andaluzas, op. 8 (1912), créée par le compositeur à Cadix le 13 octobre 1912
1. Petenera - 2. Tango - 3. Zapateado.
- Recuerdos de mi rincón, op. 14, (1914), créés par le compositeur à Madrid le 15 janvier 1915
El café a las seis de la tarde ? Hay poca luz - El diplomático y María ('ya uté ve') - El músico y Tony, el mejicano - Amparo, la gallega romántica - El melitar (pasodoble desafinado) - El diplomático habla de nuevo - Un ataque de risa - Habla el pintor (marcha fúnebre) - Somnolencia general - Una frase (agria) del escultor - Tiroteo entre el maño y Pepa, La granaína - Reflexiones del músico - Vuelta de Amparo [sin interrupción].
- Álbum de viaje, op. 15 (1915), créé par le compositeur à Madrid le 9 mai 1916)
1. Retrato - 2. El Casino de Algeciras - 3. Gibraltar - 4. Paseo nocturno - 5. Fiesta mora en Tánger.
- Mujeres españolas - Tres retratos 1re série, op. 17 (1916), créé par Ricardo Viñes à Madrid le 26 octobre 1917)
1. La madrileña clásica - 2. La andaluza sentimental (monólogo) - 3. La morena coqueta (escena)
- Cuentos de España - historia en siete cuadros 1re série, op. 20 (1918), créé par le compositeur à Malaga en novembre 1918
1. Ante la torre del Clavero. Salamanca - 2. Una vieja iglesia. Logroño - 3.  Miramar. Valencia - 4. En los jardines de Murcia - 5. El camino de la Alhambra. Granada - 6. La Caleta. Málaga - 7.  Rompeolas. Barcelona
- Sanlúcar de Barrameda, op. 24 (1920), créé par le compositeur à Sanlúcar de Barrameda le 11 septembre 1922
1. En la torre del Castillo - 2. Siluetas de la Calzada - 3. La playa - 4. Los pescadores en Bajo de Guía.
- La leyenda de la Giralda, op. 40, poème pour piano (1926)
Noche sevillana - Fiesta lejana - Tempestad y temblor de tierra - Aparición del Ángel gigantesco [sans interruption].
- Cinco danzas gitanas 1re série, op. 55 (1930), créés par José Cubiles à Madrid le 15 janvier 1932)
1. Zambra - 2. Danza de la seducción - 3. Danza ritual - 4. Generalife - 5. Sacro Monte
- Jardín de niños (Jardins d'enfants), op. 63 (1932)
1. Marcha - 2. El niño se duerme - 3. Cajita de música - 4. Campanas - 5. Pequeña danza - 6. Pequeña fuga - 7. Juegos en la playa - 8. Final.
- Siluetas, op. 70 (1931)
1. El Acueducto (Segovia) - 2.  La Torre de la Vela  (Granada) - 3. La Puerta del Sol  (Toledo) - 4. La Torre del Oro (Sevilla) - 5. El Faro de Cádiz.
- En la zapateria, op. 71, pièces courtes pour piano (date de composition inconnue)
1. Hans Sachs - 2. Los brodequines de la marquesa - 3. Calzados de campesino - 4. Sandalias griegas - 5. Los zapatos de la bailarina - 6. Los zapatos de una mujer bonita - 7. Las zapatillas del torero.
- Mujeres españolas (2e série), op. 73 (1916)
1. La gitana enamorada - 2. La florista - 3. La señorita que baila - 4. La murciana guapa - 5. La alegre sevillana.
- Danzas Gitanas 2e série, op. 84 (1934), créés par José Cubiles à Madrid le 8 mars 1935
1. Fiesta en las calderas - 2. Círculos rítmicos - 3. Invocación - 4. Danza rítmica - 5. Seguiriya.
- Concierto sin orquesta, op. 88 (1935)
1. Moderato - 2.  Molto adagio.

### Musique pour guitare
- Sevillana (Fantasia), op. 29, (1923)
- Fandanguillo, op. 36, (1925)
- Ráfaga, op. 53, (1930)
- Sonata en ré mineur, op. 61, (1932)
- Homenaje a Tárrega, (Hommage à Tárrega), op. 69, (1932)

### Mélodies
- Rima, op. 10 (1910)
1. Romance - 2. El pescador - 3. Rima (« Te vi un punto... »)
- Poema en forma de canciones, op. 19 (1917)
1. Dedicatoria (piano) - 2. Nunca olvida - 3. Cantares - 4. Los dos miedos - 5. Las locas por amor
- Saeta, en forma de salve, a la Virgen de la Esperanza, op. 60 (1930)
- Tres poemas. Poesías de Gustavo Adolfo Bécquer, op. 81 (1935)
1. Olas gigantes - 2. Tu pupila es azul - 3. Besa el aura.

## Discographie partielle
Musique lyrique
- Canto a Sevilla, Saeta en forma de salve, Poema en forma de canciones : Victoria de Los Angeles (soprano), Philharmonia Orchestra, Anatole Fistoulari (dir.), enregistré en 1953, distribué par EMI (+ Falla : 7 Canciones, extrait de La vida breve, Granados : extrait de Goyescas)
- Canto a Sevilla, Saeta en forma de salve*, Farruca* : Pilar Lorengar (soprano), *Teresa Berganza (mezzo-soprano), *Felix Lavilla (piano), Orchestre de la Suisse Romande, Jesús López Cobos (dir.) - 1984  *1962, DECCA (+ mélodies de Falla, Granados, Guridi, Lavilla, Nin, Obradors) et *2020, label Piano Plus) Agathe Martel soprano et Marc Bourdeau au piano.
- Mélodies Homenaje a Lope de Vega, Tres Sonetos... : Manuel Cid (ténor), Ricardo Requejo (piano) - 1995, Claves
- Integral de las sonatas para violín y piano:  David Peralta Alegre, violon, Ana Sanchez Donate, piano[1]

Musique orchestrale
- Danses fantastiques, op.22 : Orchestre de la Société des concerts du Conservatoire, Ataulfo Argenta (dir.) - 1953, Columbia (+ Albeniz : Iberia)
- Danses fantastiques, op.22 + La Procession du Rocio, op.9 + La Prière du Torero, op.34 + Canto a Sevilla, op.37 : Lola Rodriguez de Aragon (chant), Orchestre Symphonique de Madrid (Orchestre Arbos), Pedro de Freitas Branco (dir.) - 1953, EMI "Les Rarissimes de Pedro de Freitas Branco" (+ Falla : L'Amour sorcier ; Ravel : Alborada del gracioso, La Valse, Pavane pour une infante défunte, Valses nobles et sentimentales, Boléro)
- Danses fantastiques, op.22 : Orchestre de la Suisse Romande, Ernest Ansermet (dir.) - 1960, Decca (+ Bizet : Suites de Carmen et de L'Arlésienne, Patrie, Symphonie en ut...)
- Soleares et Danse fantastique no 3 (version castagnettes et orchestre) : Lucero Tena (castagnettes), Orchestre des Concerts de Madrid, José Maria Franco Gil (dir.) - 1969/1972, EMI (+ œuvres de Albeniz, Falla, Granados, Guridi, Larregla, Vives...)
- La Procession du Rocio, La Prière du torero : Orchestre national d'Espagne, Ataulfo Argenta (dir.) - 1953, RCA BMG (+ Albeniz, Breton, Chapi, Chueca, Falla, Granados, Guridi...)
- Rapsodie symphonique pour piano et orchestre, La Prière du torero : José Soriano (piano), English Chamber Orchestra, José Serebrier -  1991, ASV (+ œuvres de Falla)
- Symphonie sévillane, Ritmos, Evangelio, El Castillo de Almodovar* : Catrin Mayr William (harpe*), Orchestre philharmonique de Grande Canarie, Adrian Leaper (dir.) - 1998, ASV
- Symphonie sévillane, La Procession du Rocio, Danses fantastiques, Quatuor op. 67, Hommage à Tarrega : Ernesto Bitetti (guitare), Orchestre des concerts de Madrid, Odon Alonso (dir.) - 1958/69, GME
- Symphonie sévillane : Orchestre philharmonique de Londres, Enrique Batiz (dir.) - 1982, EMI (+ Falla : Nuits dans les jardins d'Espagne, Rodrigo : À la recherche de l'au-delà)
- Symphonie sévillane : Jeune orchestre symphonique de la ville de Salamanque, Ignacio Garcia Vidal (dir.) - 2009, Tanidos (+ Breton : Salamanca, Schubert : Les Amis de Salamanque)
- Danses gitanes, Rapsodie symphonique pour piano et orchestre, Thème et variations pour harpe et orchestre, Sérénade...: Orchestre de la Ville de Grenade, Juan de Udaeta (dir.) - 1992, Claves
- Primavera Sevillana, Navidad, Evangelio, Preludio, Danzas fantasticas...: Orchestre de la ville de Grenade, Juan de Udaeta (dir.) - 1993/94, Claves

Musique de chambre
- Sanlucar de Barrameda, Danzas fantasticas, Zapateado, Sacromonte : Alicia de Larrocha (piano) - 1965, EMI
- Mallorca, Contes d'Espagne : Pascal Gallet (piano) -  1998, REM
- Sevilla op. 2, Rincones sevillanos op. 5, Mujeres de Sevilla op. 89 : Esteban Sanchez (piano) - 1973, Ensayo
- Concierto sin orquesta, Sonata romantica, Sonata fantasia, Rincon magico : Jordi Masó (piano) - 2004, Naxos (précision : ce même artiste a également enregistré chez cet éditeur une intégrale de la musique pour piano de Turina)
- Sonate op. 61, Fandanguillo op. 36, Garrotin y Soleares, Rafaga : Narciso Yepes (guitare) - 1970/82, Deutsche Grammophon (+ œuvres de Albeniz, Bacarisse, Falla, Granados, Tarrega...)
- Sonate op. 61, Fandanguillo op. 36, Sevillana, Rafaga, Hommage à Tarrega : Gérard Abiton (guitare) - 2000, Mandala (+ œuvres de Mompou et Moreno Torroba)
- Sacro-Monte : Nicanor Zabaleta (harpe)  - s.d., Saga (+ œuvres  françaises et espagnoles pour harpe)
- Toccata et fugue no 1 du Cycle pianistique : Nicanor Zabaleta (harpe) - 1971, Deutsche Grammophon (+ œuvres espagnoles pour harpe)
- El Poema de una Sanluquena : Victor Martin (violon), Miguel Zanetti (piano) -  1990, Ensayo (+ 6 Sonnets d'Eduardo Toldra)
- Trios nos 1 et 2 pour piano, violon et violoncelle, Circulo op.91 : Trio de Madrid - 1982, Ensayo
- Trios nos 1 et 2 pour piano, violon et violoncelle, Circulo op.91 : Beaux-Arts Trio - 1995, Philips (+  - Trio avec piano -  op. 50 de Granados)
- Quatuor avec piano, op.67 : Quatuor Alvarez - s.d., Llaphon (+ Quatuor no 2 op.87 pour piano, violon, alto et violoncelle de Dvorak)
- Quatuor avec piano op. 67, Quintette avec piano op. 1, Sextuor avec piano op. 7 : Menuhin Festival Piano Quartet - 1993, Claves
- Sérénade op. 87, Quatuor op.4 « de la Guitare », Las Musas de Andalucia op. 93 : Maria Bayo (soprano), Ricardo Requejo (piano), Quatuor Sine Nomine -  1992/93, Claves